# Bãi Rạch Lấp
Bãi Rạch Lấp là một bãi nông thuộc cụm Bình Nguyên của quần đảo Trường Sa.
Bãi Rạch Lấp là đối tượng tranh chấp giữa Việt Nam, Đài Loan, Philippines và Trung Quốc. Hiện chưa rõ nước nào thực sự kiểm soát bãi này.
- Tên gọi: bãi (cạn) Rạch Lấp; tiếng Anh: Carnatic Shoal; tiếng Trung: 红石暗沙; bính âm: Hóngshí ànshā, Hán-Việt: Hồng Thạch ám sa
- Đặc điểm: có dạng hình tròn và sâu tối thiểu 6,4 m.[2]